# Distrito de Tata
El distrito de Tata (húngaro: Tatai járás) es un distrito húngaro perteneciente al condado de Komárom-Esztergom.
En 2013 tiene 38 742 habitantes. Su capital es Tata.

## Municipios
El distrito tiene una ciudad (en negrita) y 9 pueblos
(población a 1 de enero de 2013):
- Baj (2754)
- Dunaalmás (1542)
- Dunaszentmiklós (411)
- Kocs (2536)
- Naszály (2335)
- Neszmély (1325)
- Szomód (2005)
- Tardos (1615)
- Tata (23 726) – la capital
- Vértestolna (493)